# Saint-Aignan (Gironde)
Saint-Aignan település Franciaországban, Gironde megyében. Lakosainak száma 195 fő (2022. január 1.). Saint-Aignan Fronsac, La Rivière, Saillans, Saint-Germain-de-la-Rivière, Saint-Michel-de-Fronsac és Villegouge községekkel határos.

## Népesség
A település népessége az elmúlt években az alábbi módon változott:
| Lakosok száma | 244  | 264  | 265  | 236  | 222  | 220  | 207  | 201  | 199  | 195  |
|               | 1968 | 1982 | 1990 | 2006 | 2013 | 2015 | 2017 | 2019 | 2020 | 2022 |